# Myszarka smocza
Myszarka smocza (Apodemus draco) – gatunek gryzonia z rodziny myszowatych (Muridae), występujący na Dalekim Wschodzie. 

## Systematyka
Takson po raz pierwszy opisany naukowo w 1900 roku przez G. Barret-Hamiltona, pierwotnie jako podgatunek myszarki zaroślowej (A. sylvaticus). Część autorów wydzielała z myszarki smoczej gatunek A. orestes, jednak badania dużej próbki osobników nie potwierdzają zasadności tego podziału. Myszarka smocza jest filogenetycznie najbliższa myszarce tajwańskiej (A. semotus), do tego samego kladu należy też myszarka wielkoucha (A. latronum).

## Biologia
Myszarka smocza żyje w południowych, środkowych i wschodnich Chinach, Indiach (stan Arunachal Pradesh) oraz w Mjanmie (stan Kaczin i Góra Wiktorii w stanie Czin). Występuje na wysokościach od 1335 do 3816 m n.p.m. Zamieszkuje leśne wrzosowiska; w Azji Południowo-Wschodniej żyje w lasach wiecznie zielonych i górskich, najczęściej spotykana jest wzdłuż strumieni. Prowadzi nocny tryb życia, kopie nory.

## Populacja
Myszarka smocza występuje na dużym obszarze, jest pospolita, jej populacja jest stabilna. Występuje w Parku Narodowym Namdapha w Arunachal Pradesh w Indiach, jednak w indyjskim prawodawstwie jest uznawana za szkodnika; w Mjanmie prawdopodobnie występuje w Parku Narodowym Nat Ma Taung w stanie Czin. Nie są znane zagrożenia dla gatunku i jest on uznawany za gatunek najmniejszej troski.